# Antônio Estêvão de Carvalho
Antônio Estêvão de Carvalho (Antonina, 4 de junho de 1885 — São Paulo, 12 de novembro de 1949) foi um banqueiro e empresário brasileiro.
Operou em diversos ramos economia e teve diversas empresas. como a "A. E. Carvalho & Cia – Madeiras do Paraná", a "Comercial e Construtora A. E. Carvalho" e a "Casa Bancária Predial e Fiadora A. E. Carvalho e Companhia". Esta última empresa negociava a venda de terrenos e casas em São Paulo.
Foi responsável pela criação e venda de loteamentos na Zona Leste de São Paulo , dando origem a muitos bairros como Vila Santo Estêvão, Vila Antonina, Vila Barcelona, Vila Lusita, Vila Santa Teresa, Vila Ré, Vila Nova (São Caetano do Sul), Cidade Patriarca.
Em sua homenagem foi batizado o bairro Cidade Antônio Estêvão de Carvalho, conhecido como "Cidade A. E. Carvalho".